# Голова Федеральної резервної системи

Печатка Ради керівників ФРС

Голова Ради керівників Федеральної резервної системи (англ. Chairman of the Board of Governors of the Federal Reserve System) — глава системи, яка в сукупності виконує роль центрального банку США.

## Огляд
Згідно з Банківським Актом від 1935, голова є одним із семи членів Ради керівників Федеральної резервної системи, який призначається Президентом США з-поміж засідачів-керівників ФРС. Сенатом затверджується кандидатура голови на чотирирічний термін. На практиці, Голови Ради часто переобирають на такий термін, проте загальна кількість років на цьому посту в рамках безперервного перебування на посаді не повинна перевищувати 14 років. У разі якщо голова призначений на посаду, а 4-річний термін його попередника на цій посаді не закінчився, то до 14 років додаються дні, які залишалися до кінця строку попередника поточного голови. Відповідно до законодавства США, голова двічі на рік виступає з доповіддю перед Конгресом про цілі монетарної політики ФРС. Голова також нерідко зустрічається з Міністром фінансів та доповідає перед Конгресом із багатьох питань, які виникають у останнього та належать до компетенції голови.

## Голови Ради директорів ФРС
- Чарльз С. Хемлін (10 серпня 1914 — 10 серпня 1916)
- Вільям П. Г. Гардінг (10 серпня 1916 — 9 серпня 1922)
- Деніел Р. Кріссінгер (1 травня 1923 — 15 вересня 1927)
- Рой А. Янг (4 жовтня 1927 — 31 серпня 1930)
- Юджин А. Меєр (16 вересня 1930 — 10 травня 1933)
- Юджин Р. Блек (19 травня 1933 — 15 серпня 1934)

## Голови Ради керівників ФРС
- Меррінер С. Екклз (15 листопада 1934 — 3 лютого 1948)
- Томас Б. Маккейб (15 квітня 1948 — 2 квітня 1951)
- Вільям М. Мартін (2 квітня 1951 — 1 лютого 1970)
- Артур Ф. Бернс (1 лютого 1970 — 31 січня 1978)
- Джордж У. Міллер (8 Березень 1978 — 6 серпня 1979)
- Пол Волкер (6 серпня 1979 — 11 серпня 1987)
- Алан Грінспен (11 серпня 1987 — 31 січня 2006) — перебував на посаді голови ради понад 18 років, за правління чотирьох президентів США
- Бен Бернанке (1 лютого 2006 — 3 лютого 2014) — кандидатуру висунув Президент США Джордж Вокер Буш
- Джанет Єллен (3 лютого 2014 — 3 лютого 2018)
- Джером Пауелл (з 5 лютого 2018).